# Комерсиал (футбольный клуб, Сан-Паулу)
«Футбольный клуб Комерсиал» (порт.-браз. Comercial Futebol Clube) или просто «Комерсиал» — бывший бразильский футбольный клуб из города Сан-Паулу.

## История
Футбольный клуб «Комерсиал» был образован 3 апреля 1939 года. Его основали организаторы Ассоциации спортивных соревнований Сан-Паулу на базе существовавшего клуба «Лузитано», куда вошли игроки этой команды. Штаб-квартиру разместили на Квадрате Кловиса Белиаква в районе Се. Первый матч клуб провёл 6 мая 1939 года, в котором проиграл «Палестре Италии» со счётом 2:7.
Клуб участвовал в чемпионате штата Сан-Паулу до 1953 года. В этом году клуб присоединился к другой команде из штата Сан-Паулу — «Сан-Бенту», но в таком формате «Комерсиал» просуществовал лишь четыре года и был закрыт. В 1958 году бывшее руководство клуба решило возродить команду. «Комерсиал» выступал ещё три сезона и окончательно был закрыт в 1961 году после вылета в третий дивизион чемпионата штата.
До конца 1970-х годов существовала детская и юношеская секции клуба, участвуя в молодёжных первенствах Сан-Паулу.